# Sweti Włas
Sweti Włas (bułg. Свети Влас) – miasto w Bułgarii, w obwodzie Burgas, w gminie Nesebyr. W 2023 roku liczyło 4363 mieszkańców.

## Historia
Pierwsza osada została założona przez Greków w II wieku naszej ery i nosiła nazwę Larissa. W XIV wieku miejscowość zyskała nazwę Święty Włas, odnoszącą się do znajdującego się tam klasztoru. Po zajęciu tych terenów przez Turków klasztor został zniszczony, a miejscowość zaczęto nazywać po prostu "Monaster" (Klasztor). Miejscowość wróciła do oryginalnej nazwy Święty Włas w 1886 roku. 
Kurort od 1963 roku; prawa miejskie od 2006 roku. 